# Blackgum (Oklahoma)
Blackgum est une census-designated place du comté de Sequoyah, dans l'État d'Oklahoma, aux États-Unis,. En 2020, elle compte une population de 47 habitants.